# Фёдоровка (Инсарский район)
Фёдоровка — упразднённый посёлок в Инсарском районе Мордовии России. Входил в состав Шадымо-Рыскинского сельсовета. Исключен из учётных данных в 1995 году.

## География
Располагался у окраины Казенного леса, 6,5 км к юго-западу от села Шадымо-Рыскино.

## История
Основан в середине 1920-х годов переселенцами из села Арбузовка. В 1931 году посёлок Фёдоровский состоял 19 дворов и входил в состав Шадымо-Рыскинского сельсовета.

## Население
Согласно итогам переписи 1989 года в посёлке отсутствовало постоянное население.